# تشارلز لاندون ونايت
تشارلز لاندون ونايت هو محامي وسياسي أمريكي، ولد في 18 يونيو 1867 في ميلدغفيل في الولايات المتحدة، وتوفي في 26 سبتمبر 1933 في آكرون في الولايات المتحدة. نشط حزبياً في الحزب الجمهوري. وقد انتخب عضو مجلس النواب الأمريكي ‏.